# Margareta Ihse
Margareta Ihse, född Jönsson 16 augusti 1943 i Perstorp, är en svensk naturgeograf och landskapsforskare och professor emerita i ekologisk geografi vid Stockholms universitet.

## Biografi
Efter studentexamen i Klippan 1961 följde studier vid Lunds universitet där hon avlade en fil. mag. i ämnena kemi, botanik och zoologi 1966. Efter några år som högstadielärare i Karlshamn och Stockholm tog hon upp studier i naturgeografi på Stockholms Universitet. Hon disputerade 1979 med avhandlingen “Flygbildstolkning av vegetation - metodstudie för översiktlig kartering” och blev den första kvinnliga doktorn i naturgeografi på universitetet. Hon blev docent 1985 och professor i Ekologisk geografi vid Stockholms Universitet 1997 och är sen 2008 professor emerita. Under tiden 1986–1992 innehade hon en av Naturvårdverkets fasta forskartjänster med ämnesområde ”fjärranalys med naturvårdsinriktning”
Med sin avhandling blev hon en av pionjärerna inom vegetationskartering med hjälp av flygbildstolkning baserat på stereotolkning i IR-färgfilmer (3D). Baserat på hennes forskningsinsatser kunde Naturvårdsverket lägga ut ett uppdrag för en heltäckande vegetationskartering av fjällkedjan. De positiva resultaten med tolkning av flygbilder i IR-färgfilm gjorde att Lantmäteriet beslöt under 1980-talet att deras omdrevsfotografering också skulle ske med denna typ av film och inte bara i svart-vita bilder som då användes. Jämförande studier visade att satellitdata vid den tidpunkten inte hade tillräcklig upplösning för att tillfredsställa behoven. Efter doktorsexamen fortsatte hon med metodutveckling för tolkning av IR-flygbilder och hennes metoder användes som del i den nationella ängs- och hagmarksinventeringen, nyckelbiotops inventeringen  och landskapsinventeringen NILS. Den fortsatta forskningen har därefter koncentrerats till landskapet och dess förändring och betydelse för den biologiska mångfalden, främst i kulturlandskapet. Detta innebar användande av landskapsekologiska teorier och principer som bland annat ledde till samarbete inom IALE (International Association for Landscape Ecology). Hon var vice ordförande i internationella IALE 1999–2005 och tog initiativ till bildandet av det svenska IALE och var dess ordförande 1998–2009.
Ihse är ledamot i Naturvårdsverkets vetenskapliga råd för biologisk mångfald.
1998 blev hon ledamot i Kungliga Skogs- och Lantbruksakademien (KSLA) och året därefter blev hon vald till vice preses för perioden 1999–2003 som Akademiens första kvinnliga representant i presidiet, i den då nästan 200-åriga akademiens historia. Sedan 2007 är hon ledamot av styrelsen för Konung Carl XVI Gustafs 50–årsfond för vetenskap, teknik och miljö.
Under åren 1987–1993 var hon ledamot i Svenska naturskyddsföreningens riksstyrelse och under en period dess vice ordförande. 2012 blev hon hedersmedlem i föreningen. Åren 1994–2006 var hon ledamot av WWF:s styrelse och är sedan 2006 en av de personligt valda ledamöterna.

## Priser och utmärkelser
- Kungliga Skogs – och Lantbruksakademiens guldmedalj (2007)
- Artdatabankens naturvårdspris (2010)
- H.M Konungens guldmedalj i åttonde storleken i serafimerordens band (2012)
- Hedersmedlem i Svenska Naturskyddsföreningen (2012)
- Svenska Sällskapet för Antropologi och Geografis (SSAG) Johan August Wahlbergs medalj i guld (2020)